# Jawa 250/592
Jawa 250 typ 592 lidově zvaný panelka je motocykl, vyvinutý firmou Jawa, vyráběný v letech 1969–1974. Předchůdcem byl model Jawa 250/559 panelka, model 592 byl jen jeho designovou inovací. Název panelka vznikl podle horní masky předního světla táhnoucí se až ke konci řídítek s oválným tachometrem místo kruhového u kývačky.

## Změny proti250/559
Nádrž s plochými boky a gumovými opěrkami kolen z modelu Californian, velké zadní světlo (vyvinuté pro unifikovanou řadu), blinkry s ovládáním palcem pravé ruky, kvůli nimž bylo použito výkonnější dynamo. Vzhledem k hlukovým limitům došlo ke snížení výkonu a maximální rychlosti. Přední blatník byl nízký a vyráběný stáčením.

## Technické parametry
- Rám: svařovaný z čtyřhranných profilů
- Suchá hmotnost: 129 kg
- Pohotovostní hmotnost: 140 kg
- Maximální rychlost: 105 km/h
- Spotřeba paliva: 3,4 l/100 km